# Вельф IV
Вельф IV (нем. Welf IV; ок. 1035/1040 — 9 ноября 1101) — герцог Баварии (Вельф I) в 1070—1077 и 1096—1101 годах; сын маркграфа Альберто Аццо II д’Эсте и Кунигунды Альтдорфской, сестры герцога Каринтии Вельфа III. Родоначальник второго дома Вельфов.

## Биография
В 1055 году умер Вельф III, граф Альтдорфа и герцог Каринтии. Он владел большими земельными владениями в Швабии, Реции и Баварии. Поскольку прямых наследников у него не было, Вельф III завещал все владения монастырю Альтдорфа, где аббатисой была его мать — Имица, вдова графа Вельфа II. Она же решила передать эти владения Вельфу IV, сыну своей дочери Кунигунды и итальянского маркграфа Альберто Аццо II д’Эсте.
Получив наследство, Вельф перебрался в Германию, где женился на дочери герцога Баварии Оттона Нортхеймского.
В 1070 году разгорелся конфликт между Оттоном Нордгеймским и императором Священной Римской империи Генрихом IV. Оттон, который получил Баварию от вдовствующей императрицы Агнессы де Пуатье, матери Генриха IV, во время малолетства последнего, владел землями на западной и южной окраинах горного массива Гарц. Став совершеннолетним, Генрих IV попытался вернуть контроль над Гарцем, а владения Оттона препятствовали политике императора. В итоге Генрих IV обвинил Оттона в планировании покушения на императора и лишил титула герцога Баварии. Вельф не стал поддерживать тестя. Его брак был бездетен, поэтому Вельф воспользовался моментом и развёлся с дочерью Оттона. В итоге в Рождество 1070 года Генрих IV передал титул герцога Баварии Вельфу.
Когда началась борьба императора Генриха IV с папой за инвеституру, Вельф в марте 1077 года поддержал избрание антикоролём Рудольфа Швабского. За это Генрих IV сместил Вельфа, который в мае 1077 года бежал в Венгрию, с поста герцога Баварии, удержав герцогство за собой.
Однако вскоре Вельф вернулся в Германию. Он стал одним из военачальников, сражавшихся против императора. В августе 1078 года армия, возглавляемая Вельфом и Бертольдом II Церингенским в битве на реке Неккар разбила крестьянскую армию императора.
После того, как в 1080 году антикороль Рудольф Швабский погиб в битве при Эльстере, Вельф оказывал всяческую поддержку его сыну, Бертольду Рейнфельдскому, выбранному в 1079 году швабской знатью герцогом в противовес императорскому ставленнику — Фридриху I Штауфену. Вельф в союзе с Бертольдом II Церингенским активно участвовал в разгоревшейся в Швабии войне. Летом 1081 года Вельф поддержал избрание нового антикороля — Германа Зальмского. В начале 1084 года Вельф захватил и разграбил Аугсбург, однако в августе был вынужден оставить город, к которому приближалась армия императора.
В 1086 году Вельф в союзе с антикоролём Германом Зальмским в битве при Блейсфилде на реке Майн разбил армию Генриха IV.
12 апреля 1088 года Вельф снова смог захватить Аугсбург, взяв в плен князя-епископа Зигфрида II.
Успешное сопротивление Вельфа постепенно привело императора Генриха IV к мысли вернуть ему Баварию и заключить с ним мир. Переговоры начались в Рождество 1089 года в Регенсбурге и продолжились в феврале 1090 года в Шпайере. Однако ещё в 1089 году папа римский Урбан II благодаря дипломатии добился заключения брака между противницей Генриха IV сорокатрёхлетней маркграфиней Тосканы Матильдой и семнадцатилетним Вельфом V, сыном Вельфа IV. Из-за этого переговоры о мире между императором и Вельфом IV успехом не увенчались, а сам Вельф вступил в союз с папой против Генриха IV. Союз привел к концентрации власти на юге Германии и севере Италии в руках противников императора.
Однако вскоре переговоры между Вельфом и Генрихом IV, который успешно проводил кампанию в Италии, возобновились. В августе 1091 года Вельф IV отправился в Верону, где находился лагерь императора, но переговоры опять успехом не увенчались, Вельф отказался признать папой Виберта, соперника Урбана.
Вскоре борьба Вельфа против императора возобновилась. В 1093 году Вельф снова напал на Аугсбург. В том же году Вельф поддержал мятеж Конрада, старшего сына Генриха IV, который был возведён в Милане на трон короля Италии.
Однако зимой 1095 году Вельф V развелся с Матильдой Тосканской, что ознаменовало распад вельфско-тосканского союза. Летом Вельф IV возвратился в Германию и возобновил переговоры с императором. В итоге в 1096 году Вельф IV и Генрих IV помирились, при этом Вельф вновь получил Баварию.
В 1097 году умер Альберто Аццо II д’Эсте, отец Вельфа IV, и он отправился в Италию, чтобы предъявить права на отцовское наследство, на которое претендовали также его братья Фульк и Гуго (Уго), сыновья от второго брака с Гарсендой Мэнской. Но в итоге успеха Вельф не добился, все владения отца унаследовал Фульк.
В 1098 году владения Вельфа увеличились за счёт Восточной Швабии.
В апреле 1101 года немолодой уже Вельф IV отправился в крестовый поход. Однако в Иерусалиме он заболел и умер по дороге домой в Пафосе на Кипре. Его останки позже были привезены в Германию и были захоронены в родовой гробнице в аббатстве Вайнгартен в Альдторфе.

## Брак и дети
1-я жена: N, итальянка. Об этом браке сообщает К. Джордан, однако никаких других свидетельств об этом браке нет.
2-я жена: после 1061 (развод 1070) Этелинда (ум. после 1070), дочь Оттона Нортхеймского, герцога Баварии, и Рихезы. Детей от этого брака не было.
3-я жена: с ок. 1071 Юдифь Фландрская (ок. 1033 — март 1094), дочь Бодуэна IV Бородатого, графа Фландрии, и Элеоноры Нормандской, вдова Тостига Годвинсона, эрла Нортумбрии.
Дети:
- Вельф V (ок. 1073 — 24 сентября 1124), герцог Баварии (Вельф II) с 1101
- Генрих IX Чёрный (ок. 1074 — 13 декабря 1126), герцог Баварии с 1124.

Некоторыми историками дочерью Вельфа IV считается:
- Кунигунда (Куницца) (ум. 6 марта 1120); муж: Фридрих III Рохо (ум. 2 ноября 1096), граф Диссена